# Овсянкін Михайло Федорович
Михайло Федорович Овся́нкін (6 вересня 1922, Пєсочня — 30 травня 2009, Харків) — український радянський скульптор, член Національної спілки художників України з 1961 року.

## Біографія
Народився 6 вересня 1922 року в селищі Пєсочні (тепер місто Кіров, Калузької області Росії). У жовтні 1940 року призваний до Червоної армії. Учасник Другої світової війни, яку зустрів на кордоні в Прибалтиці. Воював у «чорній піхоті», коли танкові війська залишилися без техніки, тільки танкісти в чорному обмундируванні. У званні гвардії сержанта служив командиром відділення, баштовим стрільцем, радистом у 22-й легкотанковій бригаді, 45-м танковому полку, 112-му окремому танковому батальйоні на Північно-Західному та Ленінградському фронтах, у 168-му танковому полку 5-го механізованого корпусу на Сталінградському, Західному і 1-му Українському фронтах. 15 жовтня 1941 року був контужений. У Корсунь-Шевченківської операції отримав важке поранення, був направлений до шпиталю на Кавказі. З жовтня 1944 року служив у військах Закавказького військового округу. У 1946 році був звільнений у запас.
Два роки працював учителем малювання у Кіровському педучилищі. 1948 року вступив до Харківського художнього інституту (навчався у Василя Агібалова, Ольги Кудрявцевої та Ірини Мельгунової). Член КПРС з 1952 року. У 1954 році здобув фах художника-скульптора і був направлений на творчу роботу в харківську організацію Спілки художників України. З 1960 року брав участь у багатьох мистецьких виставках.
Жив у Харкові, на вулиці Дерев'янка, 11, квартира 38. Помер у 2009 році. Похований в Харкові.

## Творчість
- До 300-т річчя об'єднання України та Росії (1954, Харків);
- «Підкорювач космосу» (1960);
- «Отокар Ярош» (1961, граніт);
- «Генерал армії Людвік Свобода» (1964; Харківський художній музей);
- «Яків Свердлов» (1967, гіпс тонований);
- «Генерал-полковник Микола Труфанов» (1976, дерево);
- монумент Вічної Слави (1967, Дніпро, у співавторстві з Василем Агібаловим, архітектори Ерік Черкасов, Анатолій Максименко);
- монумент на честь проголошення радянської влади в Україні (1975, Харків);
- монумент «Вічно живим» (1977);
- меморіальний комплекс загиблим радянським воїнам і громадянам «Вічна слава» (1977, Харків);
- пам'ятники:
  - «Загиблим авіаторам» (1968);
  - Миколі Скрипнику (1968, Харків; бронза, граніт; архітектор Василь Гнєздилов);
  - жертвам фашизму (1973, Кременчук);
  - Володимиру Леніну (1977, Красноград);
  - «Захисникам Батьківщини» (1980, Гусарівка);
  - пожежникам (1985, Харків);
  - А. Макаренку (1988, Ковалівка);
  - К. Шульженко (1992, Харків);
  - «Козаку Барвінку — засновнику» у міста Барвінкове Харківської області (1992);
  - маршалу Г. К. Жукову (1995);
- меморіальна дошка Ю. Кондратюку (1992, Харків);
- композиція «Пожежник» («Жертвам Чорнобиля», 1987) тощо.

Створені скульптором роботи прикрашають міста Дніпро, Полтаву, Кременчук, Севастополь. Створив майже половину пам'ятників на братських могилах у Харківській області. Скульптурні твори знаходяться в музеях Києва, Донецька, Краматорська, Чугуєва, Полтави, Івано-Франківська, в селі Соколовому Харківської області.

## Відзнаки
- Лауреат Державної премії УРСР імені Т. Г. Шевченка (за 1977 рік; разом з Я. Риком, В. Агібаловим, С. Світлорусовим, І. Алфьоровим, Е. Черкасовим, А. Максименком за монумент у Харкові на честь проголошення радянської влади в Україні)[3];
- Заслужений діяч мистецтв УРСР з 1978 року;
- Нагороджений:
  - орденами Вітчизняної війни I ступеня (6 квітня 1985)[4], «За мужність»;
  - медалями «За бойові заслуги», «За оборону Сталінграда», «За перемогу над Німеччиною» та іншими[1].

## Вшанування пам'яті
25 жовтня 2019 року в Харкові, на будинку по вулиці Дерев'янка, 11, де з 1963 по 2009 рік жив скульптор, встановлено меморіальну дошку (скульптор Сергій Ястребов, архітектор Петро Прокопенко).